# 49日の真実
『49日の真実』（しじゅうくにちのしんじつ ）は、2025年7月18日に公開された日本映画。監督は中前勇児、主演は浅川梨奈。
主人公の女性・高橋まどかが自死で亡くなった親友の優子の四十九日に彼女と関係の深い人物を集めて、しのぶ会を催して親友を追い込んだ人物を探す心理戦を描く。
2024年10月12日に北海道国際映画祭の特別招待作品として、紋別市でワールドプレミア上映された。

## キャスト

### 主要人物
高橋まどか
演 - 浅川梨奈
自死で亡くなった親友の優子の四十九日に優子の住んでいたシェアハウスで彼女を「しのぶ会」を催す。
松井あきこ
演 - 田辺桃子
優子の会社の同僚。

### 周辺人物
二岡かおり
演 - 星野奈緒
優子の会社の同僚。
川相優子
演 - 冨手麻妙
あきこたちの会社の同僚。自死したとされる。
ゆり
演 - 君島光輝
優子のルームメイト。風俗嬢をしている。
横山やすし
演 - 佐野岳
優子の幼なじみ。自称元彼。
サニー
演 - 高田里穂
優子のルームメイト。自称俳優。
パンチョ
演 - 高橋健介
ピザの配達人。強引にしのぶ会に参加させられる。
篠塚博人
演 - 船ヶ山哲
あきこの元彼。
警察官
演 - 原田龍二、河本準一
- 青羽里奈[5]、鈴木秀人[5]

## スタッフ
- 監督・脚本 - 中前勇児
- エグゼクティブプロデューサー - 前田慶次[5]
- プロデューサー - 松島翔[5]
- 協力プロデューサー - 鈴木秀人[5]
- 撮影 - 坂本将俊[5]
- 照明 - 新明由華[5]
- 録音 - 丹雄二[5]
- スタイリスト - 棚橋公子、加納茉季[5]
- メイク - 日野萌菜美[5]
- 編集 - 田村宗大[5]
- 音響 - 矢部公英[5]
- 制作担当 - 三谷奏[5]
- 助監督 - 田村菜摘[5]
- 企画・製作 - ケイアンドエヌ[3]
- 制作 -  Needy Greedy[3]
- 制作協力 - フードドリンクセレクター協会[3]
- 配給 - エムエフピクチャーズ[2]